# 杜巴 (羅日尼亞季夫區)
48°50′53″N 24°9′12″E / 48.84806°N 24.15333°E
杜巴（烏克蘭語：Дуба），是烏克蘭西部的村莊，隸屬伊萬諾-弗蘭科夫斯克州的卡盧什區。該村始建於1535年，面積6.6平方公里，2001年人口1,150，人口密度每平方公里176.3人。